# Alarm (1941)
Alarm ist ein deutscher Kriminalfilm, der 1940 unter der Regie von Herbert B. Fredersdorf gedreht wurde. Der von Gustav Althoff produzierte Schwarzweißfilm basiert auf einem Roman von C. V. Rock. Die Uraufführung fand am 31. Januar 1941 in Hamburg statt. In Berlin wurde der Film erstmals am 1. April des gleichen Jahres in den Kinos Atrium, Ufa-Theater Friedrichstraße und Ufa-Theater Tauentzienpalast gezeigt.

## Handlung
Die beiden Kollegen Herbert Flügger und Werner Blennemann arbeiten als Werkpiloten für die Deutschen Anilinwerke. Als sie nach einem längeren Flug in Berlin landen, will Herbert seiner Freundin Helene Hoesch einen Heiratsantrag machen. Werner will dies unbedingt verhindern, da er sich ebenfalls für Helene interessiert. Noch am Flughafen wird Herbert vom Werbeleiter seiner Firma gebeten, bei der abendlichen Uraufführung eines Werbefilms anwesend zu sein, in dem er eine Hauptrolle als Pilot übernommen hat. Da Helene im Premierenkino Union-Palast als Platzanweiserin arbeitet, sagt er zu. Herbert fährt vom Flughafen direkt zur Pension von Frau Anders. Neben Helene wohnen dort der Rentner Ophagen, der Feinmechaniker Stülken, der Barpianist Oelkers sowie Vera Kaufmann, die Sekretärin des Union-Palastes. Während Herbert vergeblich versucht, Helene in ihrem Zimmer von seinen Heiratsplänen zu überzeugen, macht sich Vera große Sorgen. Sie liebt Herbert von ganzem Herzen und versteht nicht, warum er sich für Helene interessiert.
Während der Filmpremiere setzt sich Vera in die Loge Herberts, der davon kaum Notiz nimmt. Stattdessen beobachtet er, wie Werner offensichtlich mit Helene flirtet. Tatsächlich droht Werner ihr sogar, dass etwas passiere, falls sie Herbert heiraten wird. Nach der Vorstellung kommt es zu einer Auseinandersetzung zwischen Herbert und Werner. Auf dem Weg zur Pension treffen Herbert und Helene auf den betrunkenen Rentner Ophagen, der Helene einen Ring schenkt, den er auf dem Rummel gewonnen hat. Herbert drängt Helene, endlich zu einer Entscheidung zu kommen. Dann sind die beiden bis in die Morgenstunden auf Helenes Zimmer zusammen. Es kommt schließlich noch zu einer Begegnung zwischen Helene und Werner, der sie mitten in der Nacht an die Haustür bittet. Im Treppenhaus trifft sie auf den Barpianisten Oelkers, mit dem sie einst ein Verhältnis hatte.
Am nächsten Tag treten Herbert und Werner zu einem neuen Flug an. Nachdem Helene nicht zu ihrem Dienst im Kino erschienen ist, eilt Vera in die Pension zurück. Mit Frau Anders und den anderen Pensionsbewohnern findet sie Helene tot in ihrem Zimmer vor. Die Anwesenden verständigen sofort die Polizei. Kriminalkommissar Petersen von der Mordkommission stellt fest, dass Helene Hoesch offensichtlich erwürgt wurde. Es gibt allerdings auch Spuren von Wiederbelebungsversuchen. Während der Vernehmungen der Pensionsbewohner verschwindet der Feinmechaniker Stülken, bei dem es sich in Wahrheit um einen Einbrecher handelt. Kurze Zeit später wird er von einem Warenhausdetektiv erkannt. Bei einer abenteuerlichen Flucht über das Dach des Kaufhauses stürzt Stülken mehrere Dutzend Meter in eine Straßenschlucht.
Herbert Flügger und Werner Blennemann werden nach ihrer Rückkehr auf dem Flughafen verhaftet. Die Piloten, die ihren Streit um Helene inzwischen beigelegt haben, sind von dem Mord sichtlich entsetzt. Herbert muss zugeben, Helenes Wohnung als Letzter der beiden verlassen zu haben. Er habe sich dort allerdings endgültig von Helene getrennt. Daraufhin habe sie ihm, gewissermaßen als Abschiedsgeschenk, Ophagens vermeintlich billigen Ring überlassen. Nun muss Kommissar Petersen feststellen, dass der Ring äußerst kostbar ist. Obwohl die Ermittler nicht von seiner Schuld überzeugt sind, bleibt Herbert vorläufig inhaftiert. Ophagen, der Auskunft über den wertvollen Ring geben könnte, ist spurlos verschwunden.
Neue Anhaltspunkte entdecken die Beamten unter den Hinterlassenschaften des Einbrechers Stülken. Auf einem Bierdeckel finden sie eine Quittung über 200 Mark, in der der Dieb „Schielauge“ und ein Hehler namens „Julius“ genannt werden. Aber Schielauge, den man bald darauf dingfest machen kann, schweigt. Als er aber erfährt, dass er in einen Mord verwickelt sein soll, bietet er seine Mithilfe an. Am Abend schleust er Kriminalkommissar Petersen zu einem Treffen mit „Julius“ ein. Der Beamte plant, sich dort als Nachfolger von Stülken vorzustellen. Doch bei „Julius“ handelt es sich um Ophagen, der Petersen erkennt und niederschlägt. Es kommt zu einer spektakulären Verfolgungsjagd, bei der Ophagen aus einem fahrenden Zug stürzt. Anschließend gesteht der schwer verletzte Mann den Mord an Helene Hoesch. Der kostbare Ring war ihm in jener Nacht versehentlich aus der Tasche gefallen. Um keinen Verdacht zu erwecken, gab er das Schmuckstück Helene und behauptete, es sei wertlos. Nachdem Herbert Flügger das Zimmer Helenes verlassen hatte, wollte Ophagen den Ring zurück. Dabei kam es zu dem Mord. Nach dem Geständnis erliegt Ophagen seinen Verletzungen. Herbert wird freigelassen und verspricht dem Kommissar, sich unverzüglich um Vera Kaufmann zu kümmern.

## Entstehungsgeschichte
Die Handlung des Films basiert auf einem Roman von C. V. Rock. Das Drehbuch zur Filmadaption verfasste Kurt E. Walter. Die Außenaufnahmen drehte man von Anfang Juli bis Mitte September 1940 in Berlin und Umgebung, unter anderem am Flughafen Berlin-Tempelhof, im Titania-Palast sowie am Warenhaus Karstadt am Hermannplatz. Die Atelieraufnahmen fanden von 12. Juli bis 17. August 1940 im Althoff-Atelier in Potsdam-Babelsberg statt. Für die Filmbauten waren Bruno Lutz und Karl Getschmann verantwortlich.

## Kritiken
Das Lexikon des internationalen Films beschreibt den Film als „kleinen Krimi, der im Produktionsjahr 1941 die Reichshauptstadt im Hakenkreuzalltag vor ihrer Bombardierung zeigt.“ Tatsächlich geht der Kriminalfilm nur an wenigen Stellen auf die politische Situation seiner Entstehungszeit ein. So kommen ein wortloser Hitlergruß sowie ein patriotischer Kommentar im Dokumentarfilm über die Werkpiloten der fiktiven „Deutschen Anilinwerke“ vor („[…] Und deutsche Werkpiloten sind es endlich, die wagemutig und opferbereit treue Bundesgenossen sind im Kampf gegen den Schwarzen Tod.“). Außerdem bezeichnet der ermittelnde Kommissar einen der Kriminellen als „Gewohnheitsverbrecher“ und droht ihm mit „Sicherungsverwahrung“ sowie Unterbringung in einem „Besserungslager“. 1945 wurde der Film in die Liste der unter alliierter Militärzensur verbotenen deutschen Filme aufgenommen. Es folgten keine weiteren öffentlichen Wiederaufführungen des Werkes.